# Selores
Selores is een plaats (freguesia) in de Portugese gemeente Carrazeda de Ansiães en telt 171 inwoners (2001).